# Sertularia tolli
Sertularia tolli is een hydroïdpoliep uit de familie Sertulariidae. De poliep komt uit het geslacht Sertularia. Sertularia tolli werd in 1908 voor het eerst wetenschappelijk beschreven door Jäderholm. 